# 622 Esther
622 Esther
622 Esther là một tiểu hành tinh ở vành đai chính. Nó được Joel Hastings Metcalf phát hiện ngày 13.11.1906 ở Taunton, Massachusetts (Hoa Kỳ), và được đặt theo tên Esther, nữ anh hùng trong Cựu Ước